# Přebor Moravskoslezského kraje 2003/2004
V Přeboru Moravskoslezského kraje 2003/2004 (jedna ze skupin 5. fotbalové ligy) se utkalo 16 týmů každý s každým dvoukolovým systémem podzim–jaro. Tento ročník začal v srpnu 2003 úvodním zápasem 1. kola a skončil v červnu 2004. Postup si zajistil vítězný tým Fotbal Jakubčovice, sestoupily poslední dva týmy TJ VOKD Poruba a TJ Karet Bystřice.

## Konečná tabulka
| Poř. | Tým                              | Z  | V  | R  | P  | VG | OG | B  |
| ---- | -------------------------------- | -- | -- | -- | -- | -- | -- | -- |
| 1.   | Fotbal Jakubčovice (N)           | 30 | 24 | 5  | 1  | 86 | 17 | 77 |
| 2.   | TJ Lokomotiva Petrovice (S)      | 30 | 17 | 6  | 7  | 77 | 35 | 57 |
| 3.   | NFC Lichnov                      | 30 | 14 | 11 | 5  | 63 | 38 | 53 |
| 4.   | MFK Karviná                      | 30 | 14 | 6  | 10 | 60 | 43 | 48 |
| 5.   | FK Velké Hoštice                 | 30 | 13 | 8  | 9  | 46 | 45 | 47 |
| 6.   | SK Beskyd Frenštát pod Radhoštěm | 30 | 14 | 5  | 11 | 57 | 42 | 47 |
| 7.   | SK Bohuslavice (N)               | 30 | 13 | 7  | 10 | 39 | 33 | 46 |
| 8.   | SC Pustá Polom                   | 30 | 11 | 11 | 8  | 37 | 40 | 44 |
| 9.   | FC Vratimov                      | 30 | 10 | 8  | 12 | 48 | 56 | 38 |
| 10.  | FK Krnov                         | 30 | 9  | 8  | 13 | 35 | 40 | 35 |
| 11.  | FC Slavoj Bruntál                | 30 | 9  | 7  | 14 | 43 | 65 | 34 |
| 12.  | FC Odra Petřkovice               | 30 | 9  | 6  | 15 | 42 | 57 | 33 |
| 13.  | TJ ŽD Bohumín                    | 30 | 8  | 7  | 15 | 37 | 52 | 31 |
| 14.  | TJ Sokol Dobrá                   | 30 | 7  | 10 | 13 | 25 | 49 | 31 |
| 15.  | TJ VOKD Poruba                   | 30 | 6  | 7  | 17 | 37 | 69 | 25 |
| 16.  | TJ Karet Bystřice                | 30 | 4  | 4  | 22 | 22 | 73 | 16 |

Poznámky:
- Z = Odehrané zápasy; V = Vítězství; R = Remízy; P = Prohry; VG = Vstřelené góly; OG = Obdržené góly; B = Body; (S) = Mužstvo sestoupivší z vyšší soutěže; (N) = Mužstvo postoupivší z nižší soutěže (nováček); tým MFK Karviná hrál v minulé sezóně jako TJ Jäkl Karviná

|  | Postup do Divize E 2004/2005                           |
|  | Sestup do I. A třídy Moravskoslezského kraje 2004/2005 |